# ダイト薬品
ダイト薬品株式会社は、宮城県仙台市若林区に本社を置く、浄水器や健康食品などの販売をおこなう企業である。

## 概要

### 経営理念
```
我々は地域社会の人々の健康増進に役立つことを目的とします
我々は自らがより健康な生活を実践できるように努力します
我々は真の健康とは肉体的、精神的、経済的、社会的に快適な状態であることだと考えます
```

## 沿革
- 1992年 11月：医薬品販売業許可を取得・配置薬事業を開始
- 1995年 4月：浄水器事業及び通信販売事業を開始
- 1999年 6月：EC事業開始
- 2006年 5月：家庭用蛇口直結型浄水器「きよまろ」シリーズを発売
- 2011年 4月：東日本大震災により本社を宮城県仙台市若林区荒井へ移転
- 2015年 9月：マスコットキャラクターのダイトッピーが活動開始
- 2020年 11月：本社を宮城県仙台市若林区荒井東へ移転